# Симоне Болели
Симоне Болели (итал. Simone Bolelli; Болоња, 8. октобар 1985) је италијански тенисер.
Најбољи пласман у досадашњој каријери у појединачној конкуренцији остварио је у фебруару 2009. када је био 36. тенисер света, а до сада није освојио ниједан АТП турнир. Има освојених 12 челенџерa и 2 фјучерсa. На Гренд слем турнирима није стигао даље од трећег кола.
У конкуренцији парова био је на 8. месту АТП листе у августу 2015. Најзначајнији резултат представља освајање Отвореног првенства Аустралије 2015. а дубл партнер му је био сународник Фабио Фоњини. Он и Фоњини су те 2015. играли и финала три турнира мастерс 1000 серије (Индијан Велс, Монте Карло, Шангај) али су у сва три поражени. Почетком 2016. тријумфовао је у Дубаију у пару са Андреасом Сепијем а то је уједно и његова прва титула на неком турниру из серије 500.

## Гренд слем финала

### Парови: 1 (1:0)
| Исход    | Бр. | Година | Турнир        | Подлога | Партнер      | Противници               | Резултат |
| -------- | --- | ------ | ------------- | ------- | ------------ | ------------------------ | -------- |
| Победник | 1.  | 2015.  | ОП Аустралије | Тврда   | Фабио Фоњини | Пјер-Иг Ербер Никола Маи | 6:4, 6:4 |

## Финала АТП мастерс 1000 серије

### Парови: 3 (0:3)
| Исход     | Бр. | Година | Турнир       | Подлога | Партнер      | Противници                | Резултат              |
| --------- | --- | ------ | ------------ | ------- | ------------ | ------------------------- | --------------------- |
| Финалиста | 1.  | 2015.  | Индијан Велс | Тврда   | Фабио Фоњини | Џек Сок Вашек Поспишил    | 4:6, 7:6(7:3), [7:10] |
| Финалиста | 2.  | 2015.  | Монте Карло  | Шљака   | Фабио Фоњини | Боб Брајан Мајк Брајан    | 6:7(3:7), 1:6         |
| Финалиста | 3.  | 2015.  | Шангај       | Тврда   | Фабио Фоњини | Равен Класен Марсело Мело | 3:6, 3:6              |

## АТП финала

### Појединачно: 1 (0:1)
| Легенда                        |
| ------------------------------ |
| Гренд слем турнири (0:0)       |
| Завршно првенство сезоне (0:0) |
| АТП мастерс 1000 (0:0)         |
| АТП 500 (0:0)                  |
| АТП 250 (0:1)                  |

| Финала по подлози |
| ----------------- |
| Тврда (0:0)       |
| Шљака (0:1)       |
| Трава (0:0)       |

| Финала по локацији |
| ------------------ |
| Отворено (0:1)     |
| Дворана (0:0)      |

| Исход     | Бр. | Датум        | Турнир          | Подлога | Противник         | Резултат                |
| --------- | --- | ------------ | --------------- | ------- | ----------------- | ----------------------- |
| Финалиста | 1.  | 4. мај 2008. | Минхен, Немачка | Шљака   | Фернандо Гонзалез | 6:7(4:7), 7:6(7:4), 3:6 |

### Парови: 22 (10:12)
| Легенда                        |
| ------------------------------ |
| Гренд слем турнири (1:0)       |
| Завршно првенство сезоне (0:0) |
| АТП мастерс 1000 (0:3)         |
| АТП 500 (2:1)                  |
| АТП 250 (7:8)                  |

| Финала по подлози |
| ----------------- |
| Тврда (2:6)       |
| Шљака (7:6)       |
| Трава (1:0)       |

| Финала по локацији |
| ------------------ |
| Отворено (10:9)    |
| Дворана (0:3)      |

| Исход     | Бр. | Датум               | Турнир                  | Подлога   | Партнер          | Противници                       | Резултат              |
| --------- | --- | ------------------- | ----------------------- | --------- | ---------------- | -------------------------------- | --------------------- |
| Победник  | 1.  | 1. мај 2011.        | Минхен, Немачка         | Шљака     | Орасио Зебаљос   | Андреас Бек Кристофер Кас        | 7:6(7:3), 6:4         |
| Победник  | 2.  | 30. јул 2011.       | Умаг, Хрватска          | Шљака     | Фабио Фоњини     | Марин Чилић Ловро Зовко          | 6:3, 5:7, [10:7]      |
| Финалиста | 1.  | 20. октобар 2012.   | Москва, Русија          | Тврда (д) | Данијеле Брачали | Франтишек Чермак Михал Мертинак  | 5:7, 3:6              |
| Победник  | 3.  | 24. фебруар 2013.   | Буенос Ајрес, Аргентина | Шљака     | Фабио Фоњини     | Николас Монро Симон Штадлер      | 6:3, 6:2              |
| Финалиста | 2.  | 2. март 2013.       | Акапулко, Мексико       | Шљака     | Фабио Фоњини     | Лукаш Кубот Давид Мареро         | 5:7, 2:6              |
| Победник  | 4.  | 31. јануар 2015.    | Мелбурн, Аустралија     | Тврда     | Фабио Фоњини     | Пјер-Иг Ербер Никола Маи         | 6:4, 6:4              |
| Финалиста | 3.  | 22. март 2015.      | Индијан Велс, САД       | Тврда     | Фабио Фоњини     | Џек Сок Вашек Поспишил           | 4:6, 7:6(7:3), [7:10] |
| Финалиста | 4.  | 19. април 2015.     | Монте Карло, Монако     | Шљака     | Фабио Фоњини     | Боб Брајан Мајк Брајан           | 6:7(3:7), 1:6         |
| Финалиста | 5.  | 18. октобар 2015.   | Шангај, Кина            | Тврда     | Фабио Фоњини     | Равен Класен Марсело Мело        | 3:6, 3:6              |
| Победник  | 5.  | 27. фебруар 2016.   | Дубаи, УАЕ              | Тврда     | Андреас Сепи     | Фелисијано Лопез Марк Лопез      | 6:2, 3:6, [14:12]     |
| Финалиста | 6.  | 22. јул 2018.       | Бостад, Шведска         | Шљака     | Фабио Фоњини     | Хулио Пералта Орасио Зебаљос     | 3:6, 4:6              |
| Финалиста | 7.  | 22. септембар 2019. | Санкт Петербург, Русија | Тврда (д) | Матео Беретини   | Дивиж Шаран Игор Зеленај         | 3:6, 6:3, [8:10]      |
| Финалиста | 8.  | 19. октобар 2019.   | Москва, Русија (2)      | Тврда (д) | Андрес Молтени   | Марсело Демолинер Матве Миделкоп | 1:6, 2:6              |
| Победник  | 6.  | 14. март 2021.      | Сантијаго, Чиле         | Шљака     | Максимо Гонзалез | Федерико Делбонис Ђауме Мунар    | 7:6(7:4), 6:4         |
| Финалиста | 9.  | 10. април 2021.     | Каљари, Италија         | Шљака     | Андрес Молтени   | Лоренцо Сонего Андреа Вавасори   | 3:6, 4:6              |
| Финалиста | 10. | 22. мај 2021.       | Женева, Швајцарска      | Шљака     | Максимо Гонзалез | Џон Пирс Мајкл Винус             | 2:6, 5:7              |
| Победник  | 7.  | 29. мај 2021.       | Парма, Италија          | Шљака     | Максимо Гонзалез | Оливер Марах Ајсам-ул-Хак Куреши | 6:3, 6:3              |
| Победник  | 8.  | 26. јун 2021.       | Мајорка, Шпанија        | Трава     | Максимо Гонзалез | Новак Ђоковић Карлос Гомез-Ерера | предаја               |
| Финалиста | 11. | 15. јануар 2022.    | Сиднеј, Аустралија      | Тврда     | Фабио Фоњини     | Џон Пирс Филип Полашек           | 5:7, 5:7              |
| Победник  | 9.  | 20. фебруар 2022.   | Рио, Бразил             | Шљака     | Фабио Фоњини     | Џејми Мари Бруно Соарес          | 7:5, 6:7(2:7), [10:6] |
| Финалиста | 12. | 17. јул 2022.       | Бостад, Шведска (2)     | Шљака     | Фабио Фоњини     | Рафаел Матос Давид Вега Ернандез | 4:6, 6:3, [11:13]     |
| Победник  | 10. | 30. јул 2022.       | Умаг, Хрватска (2)      | Шљака     | Фабио Фоњини     | Лојд Гласпул Хари Хелиовара      | 5:7, 7:6(8:6), [10:7] |

## Остала финала

### Тимска такмичења: 1 (0:1)
| Исход     | Бр. | Датум            | Турнир                       | Подлога | Партнери                                    | Противници                                                  | Резултат | Извор |
| --------- | --- | ---------------- | ---------------------------- | ------- | ------------------------------------------- | ----------------------------------------------------------- | -------- | ----- |
| Финалиста | 1.  | 7. фебруар 2021. | АТП куп, Мелбурн, Аустралија | Тврда   | Матео Беретини Фабио Фоњини Андреа Вавасори | Данил Медведев Андреј Рубљов Јевгениј Донској Аслан Карацев | 0:2      | [ 9 ] |